# Turkduva
Turkduva (Streptopelia decaocto) är en fågel inom familjen duvor. Ursprungligen förekom den från sydöstra Europa österut till Japan, men spred sig kraftigt norr och väster under 1930-talet och framåt. Idag förekommer den över stora delar av Europa och har även införts till bland annat USA. Arten är långsträckt och ljust beigegrå med vit kant på stjärten och ett karakteristiskt svart band i nacken. Den uppträder nära människan, gärna i lummiga trädgårdar och parker med högvuxna äldre träd, men också vid ansamlingar av gårdar. 

## Utseende och läte
Turkduvan är en liten långsträckt duva som mäter 29–33 centimeter och har ett vingspann på 48–53 centimeter. Den är övervägande ljust beigegrå med något mörkare brun rygg och mindre vingtäckare, ljust blågråa större vingtäckare och mörkgråa vingpennor. Den långa stjärten har en bred vit kant förutom de centrala stjärtfjädrarna som över gumpen är beigea. På halssidan har adulten ett karakteristiskt svart vitkantat streck vilket juvenilen saknar på hösten De korta benen är rödrosa, näbben mörgrå och iris röd.
Sången är ett monotont do doo-do med utdragen och betonad andra ton och en lägre tredje ton. Ett annat ljud som turkduvan gör är att den utstöter ett hest ljud i flykten.

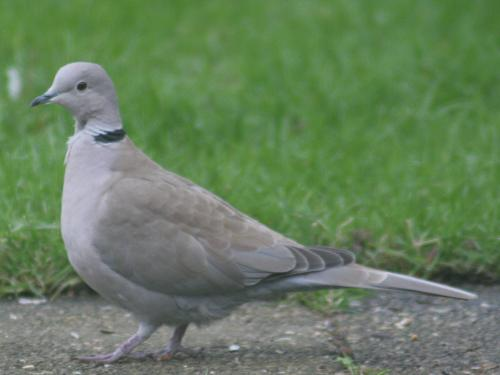
Notera den smäckra formen, långa stjärten och ljusgråa färgen.
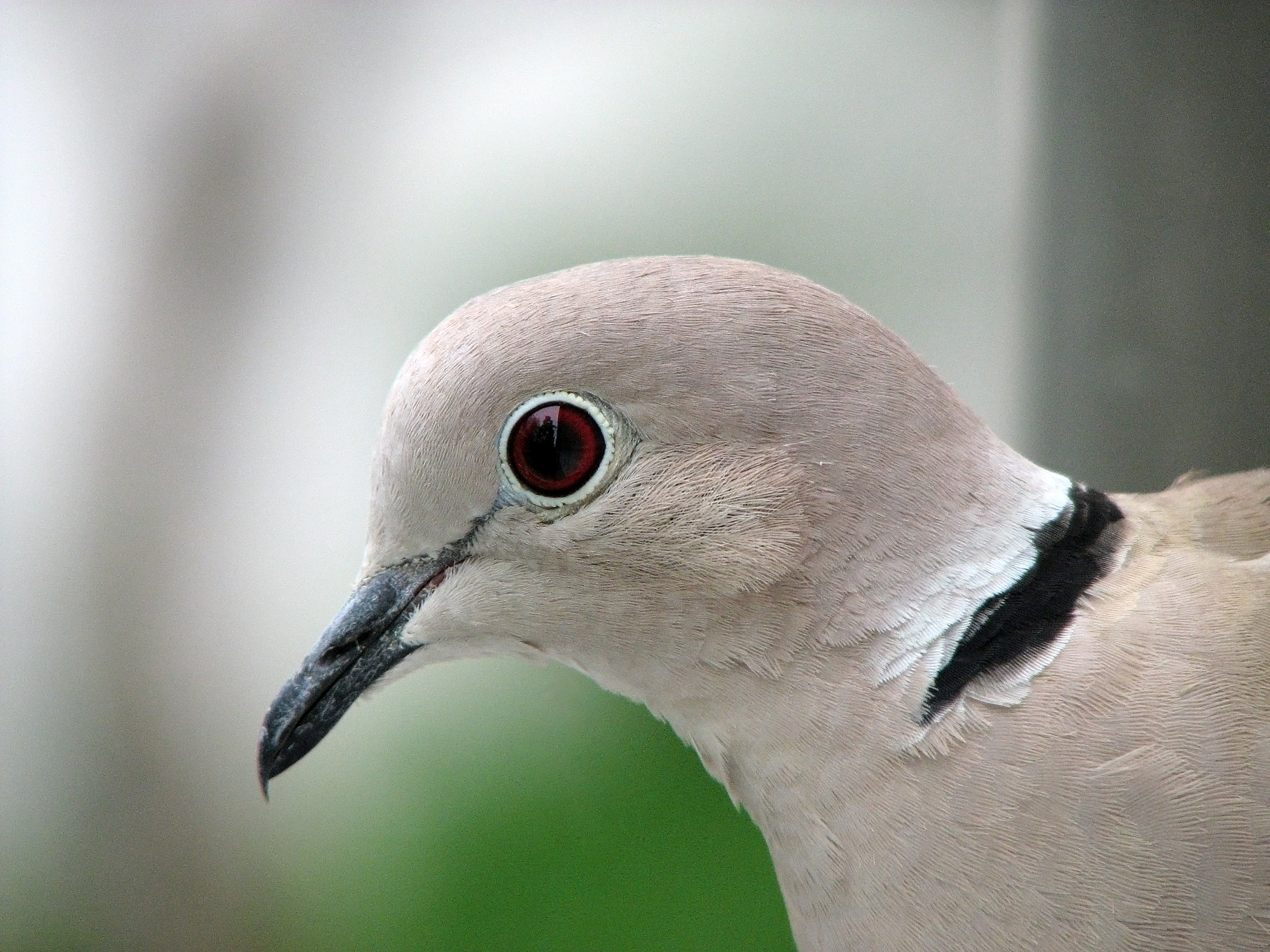
Notera det svarta halsstrecket med vita kanter.
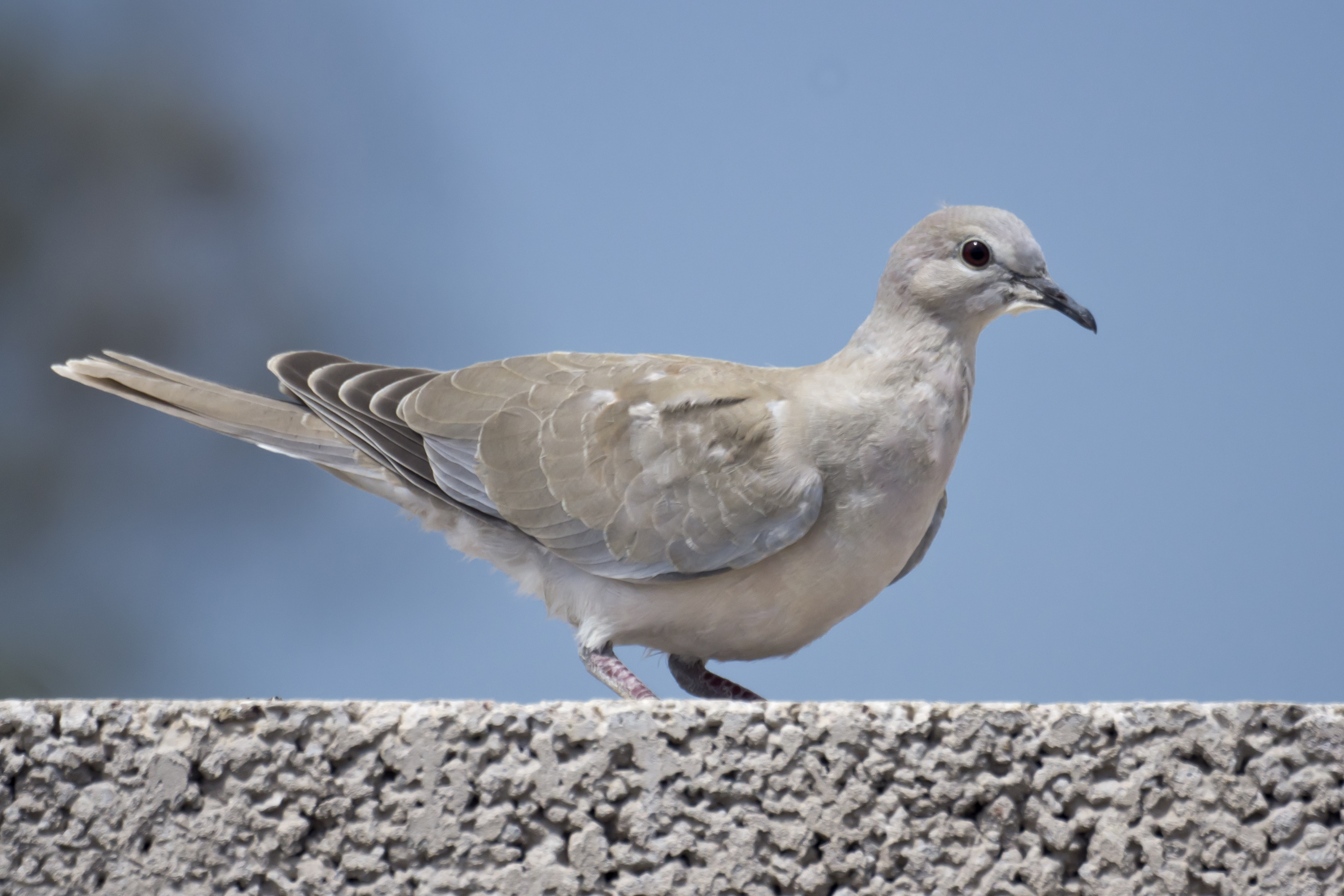
Juvenil innan det svarta halsstrecket utvecklats.

Burmaduvan (S. xanthocycla) som tidigare kategoriserades som underart till turkduvan är generellt mindre, mörkare och har gulare orbitalring runt ögat. De har liknande läte, där rytmen är samma men burmaduvans är  inledningsvis ljusare medan de två efterföljande tonerna faller i tonhöjd.

## Utbredning och systematik
Turkduvan häckar från Europa till Mellanöstern, Indien, Sri Lanka, västra Kina och Korea. Den  har introducerats till Nordamerika och förekommer i Västindien, USA förutom i nordost, i södra Kanada förutom i öster, i södra Alaska, norra Mexiko lokalt till södra Mexiko. Den behandlas numera som monotypisk, det vill säga att den inte delas in i några underarter. Tidigare inkluderades burmaduvan (S. xanthocycla) i turkduvan, men denna urskiljs idag som egen art.
Turkduvans utbredningsområde har utökats avsevärt sedan början av 1900-talet. Dess ursprungliga utbredningsområde var de varmare delarna av det tempererade området, från sydöstra Europa till Japan. Men från 1930-talet spred den sig över Europa. Första individen observerades i Sverige 1949 och i början av 1950-talet konstaterades den första häckningen i Skåne. I väster nådde den Irland under 1960-talet och i Norden hade den då nått norr om polcirkeln. På 1970-talet introducerades den på Bahamas och spred sig därifrån till Florida 1982. 1999 hade den rapporterats från 22 stater i USA. Adulta fåglar är till största delen stannfåglar men juveniler är inte trogna sin födelseplats utan kan under en period leva som strykfåglar och kan då kolonisera nya områden.
I Sverige hittas turkduvan i städer och samhällen i södra och mellersta Sverige samt lokalt i Norrlands kustland norrut till Luleå.

## Ekologi

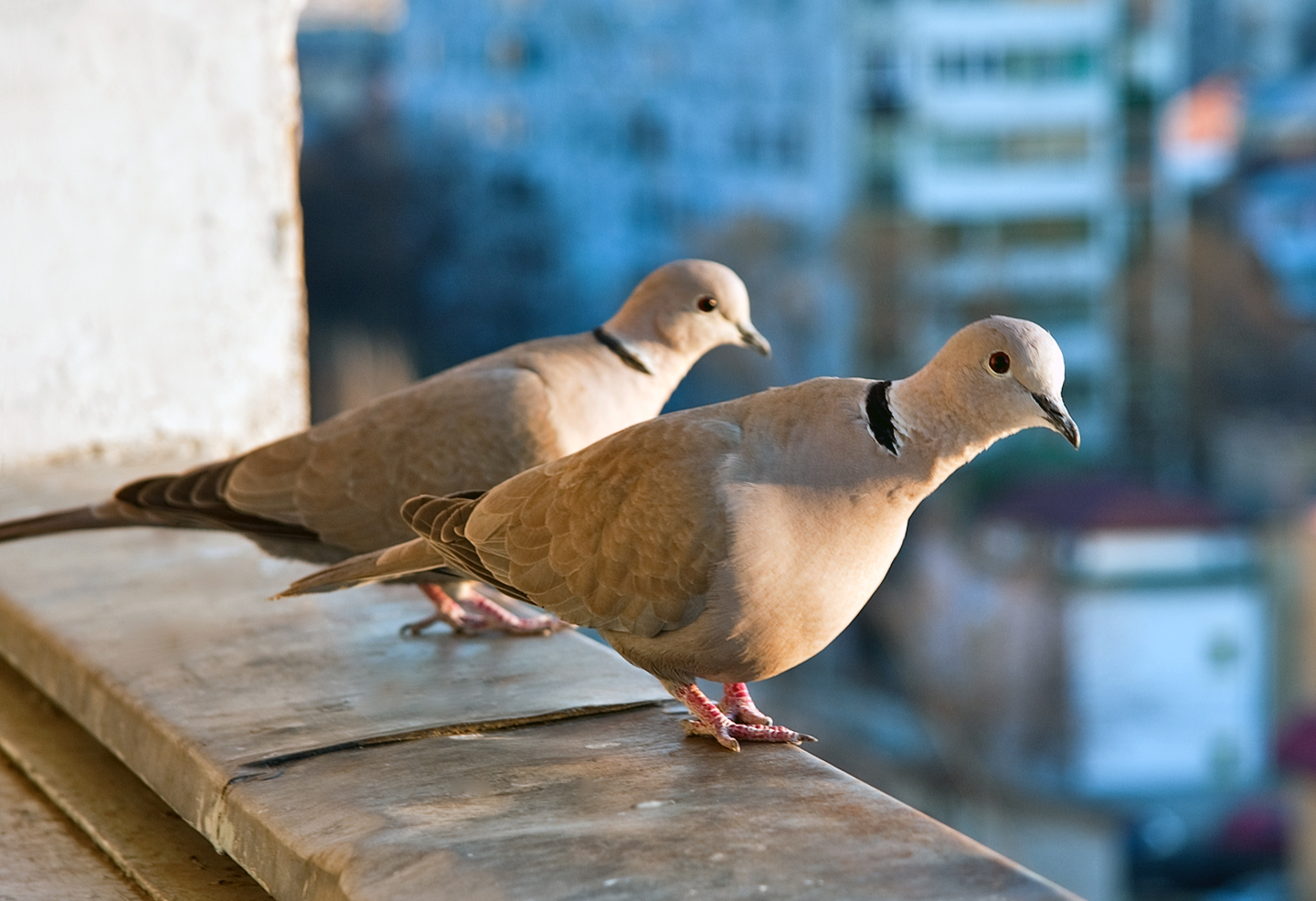
Turkduvan uppträder företrädesvis i närheten av människan.

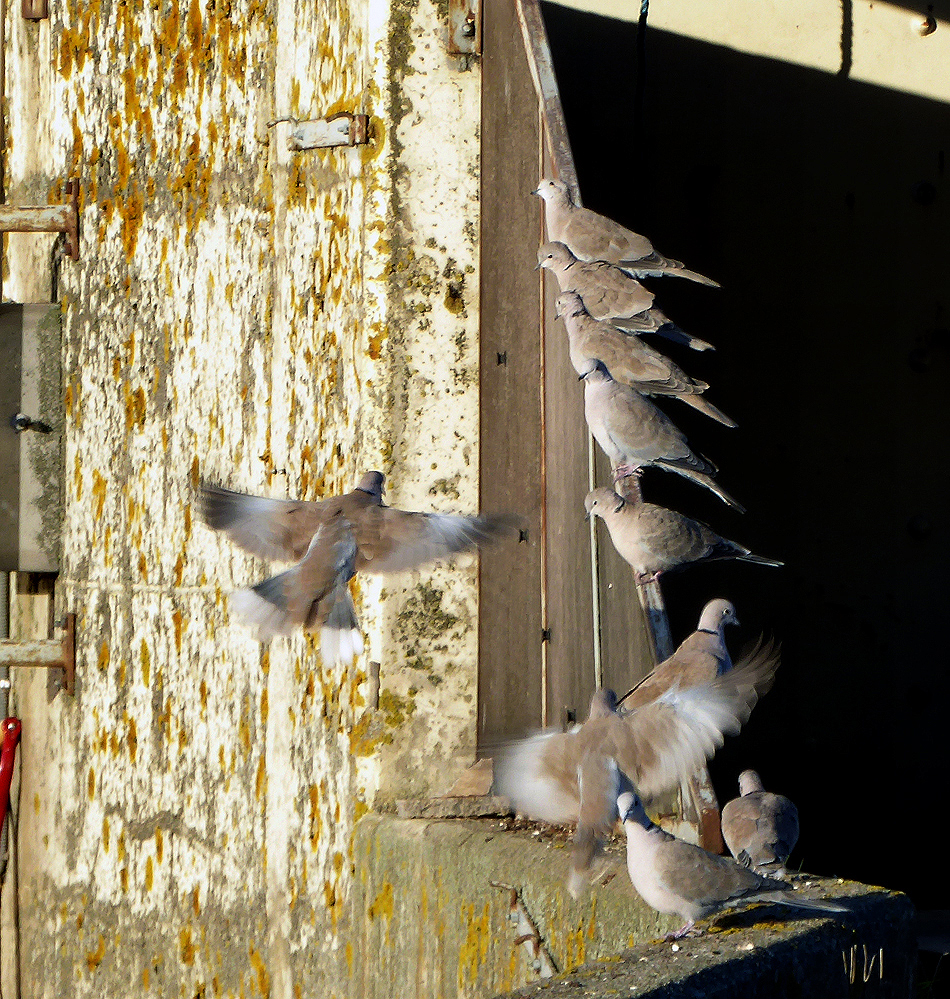
Turkduvor vid en gammal silo i Ystads hamn.

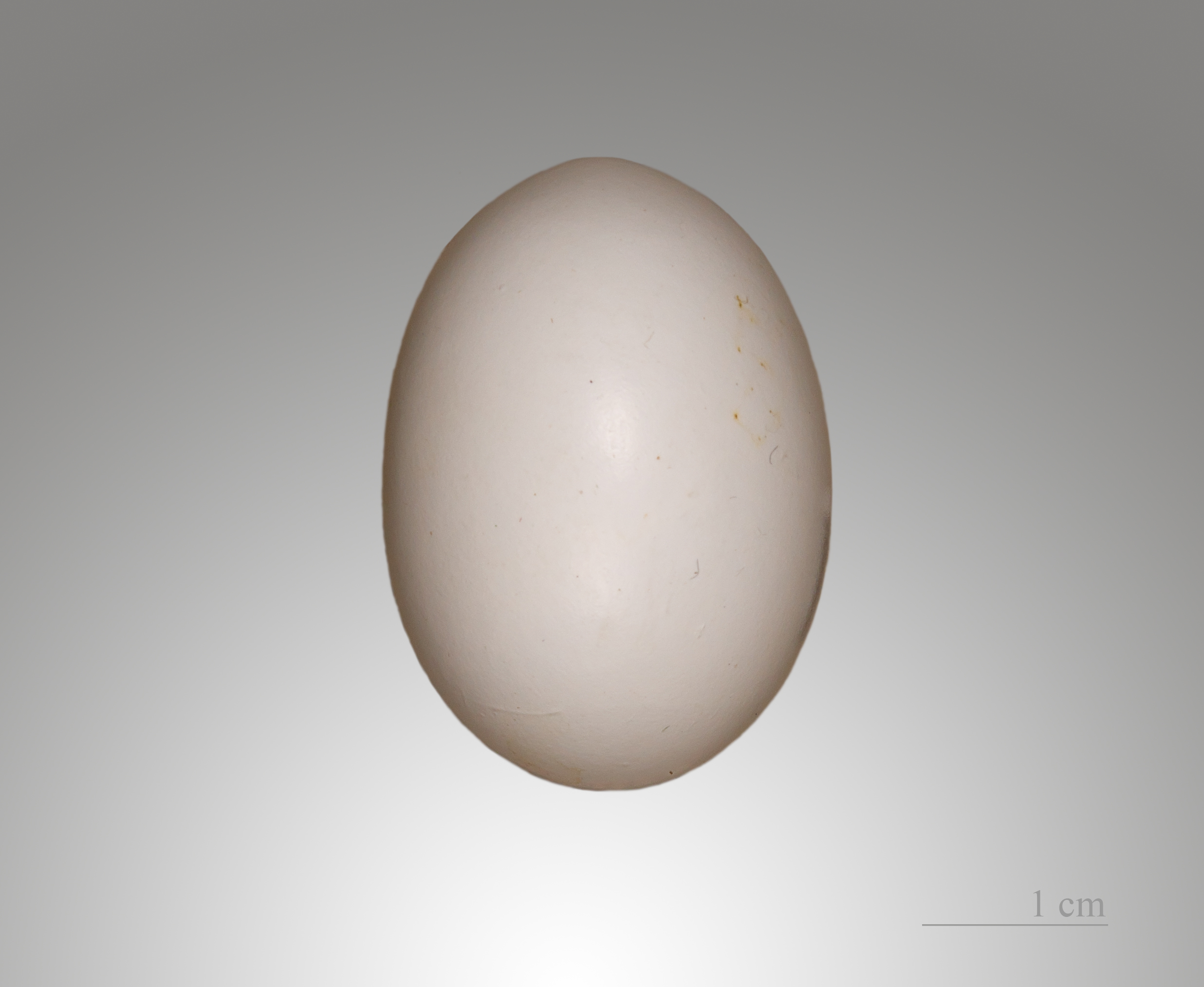
Ägg av turkduva.

### Biotop
Turkduvan uppträder främst i tätorter, gärna med äldre villabebyggelse men förekommer också i mindre samhällen och vid ansamlingar av gårdar. Den föredrar lummiga trädgårdar, parker och alléer med högvuxna äldre träd, gärna ädelgran, alm och liknande.

### Häckning
Turkduvan kan genomföra sin häckning redan vid en ålder av 2,5–4 månader. Paret håller bara ihop under en häckningssäsong. Den är ganska orädd och häckar ofta nära bostadsområden. Paret bygger ett enkelt plattformsliknande bo av kvistar som placeras i träd eller buske, men ibland även på byggnader. Honan lägger två vita ägg som ruvas av båda föräldrarna i 14–16 dagar, och ungarna stannar i boet 18–20 dagar. Dess häckningssäsong är lång och den lägger flera kullar, vanligtvis två till fyra men flera förekommer och i mildare områden kan den även häcka vintertid.

### Föda
Turkduvan äter övervägande vegetabilisk föda som ofta härstammar från mänsklig aktivitet. Främst äter den frön, groddar, gröna blad och i städer matrester som bröd och liknande. Betydande flockar kan samlas där det finns god tillgång på mat, till exempel säd. Bara i undantagsfall äter den insekter.

## Status och hot
Internationella naturvårdsunionen bedömer hotstatus för turkduvan som livskraftiga globalt (LC). Beståndet tros bestå av mellan 40 och 75 miljoner vuxna individer, varav det uppskattas 7,9–14,3 miljoner par i Europa. Arten tros inte vara utsatt för några större hot.
I Sverige var den ett tag upptagen på Artdatabankens rödlista, 2005 som sårbar och 2010 som nära hotad. Sedan 2015 anses beståndet återigen vara livskraftigt och det finns inga tecken på populationsförändring. Antalet reproduktiva individer uppskattas till 4 600–8 600.

## Namn
Turkduvans vetenskapliga artnamn decaocto betyder "arton". Arten har fått namnet efter en grekisk myt om en hårt arbetande kvinnlig slav som beklagade sin lön bestående av 18 penningar. Hon bad att få bli frisläppt och förvandlades av gudarna till en duva som ekade hennes klagande.